# アレクシス・フォード
アレクシス・フォード（Alexis Ford, 1988年4月24日 - ）は、アメリカ合衆国のポルノ女優。ニューヨーク州リッジウッド出身。

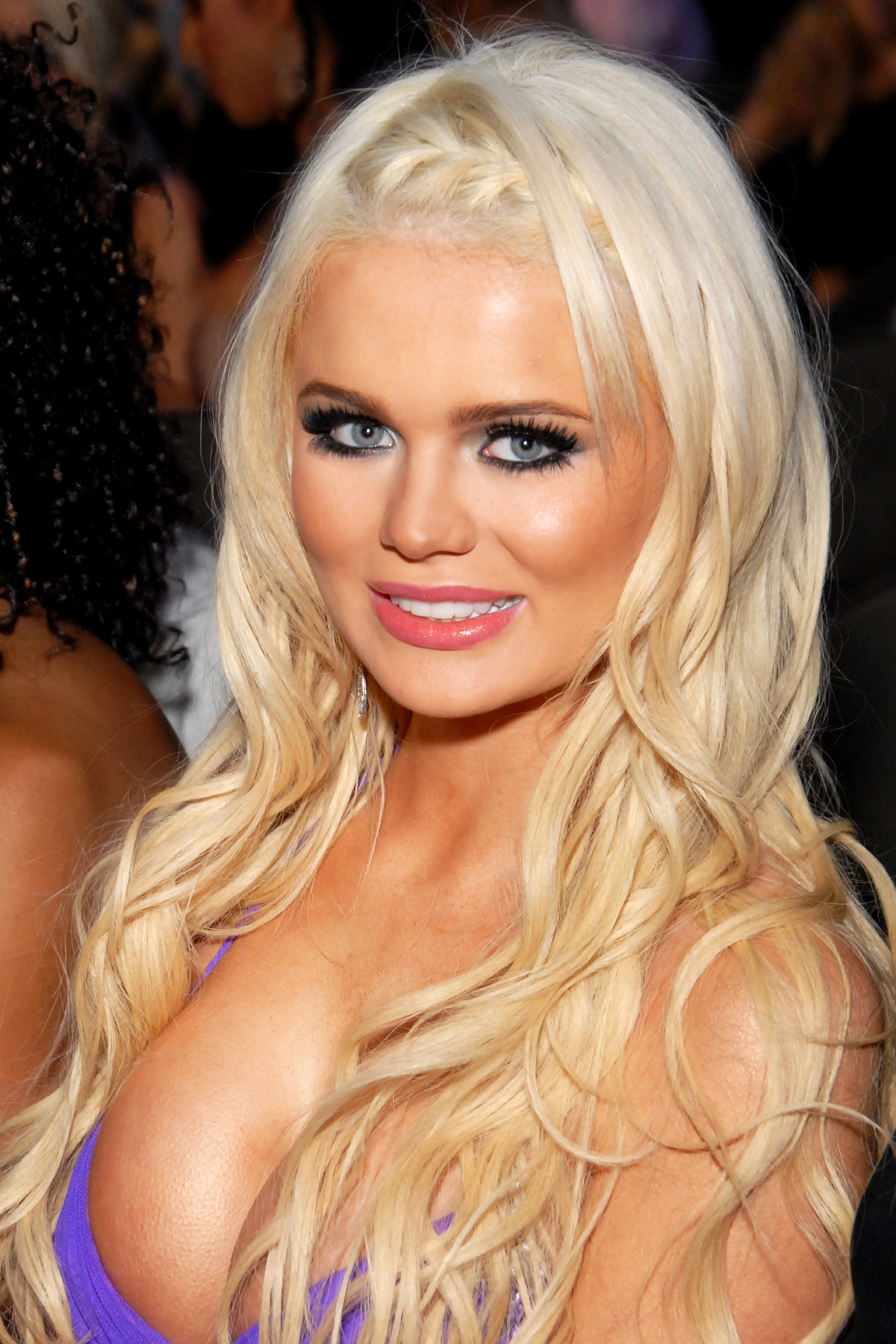
アレクシス・フォード

## 経歴
2012年6月、ペントハウス・ペットに選ばれた 。